# San Pietro (Scafati)
San Pietro, con i suoi circa 15 000 abitanti, è la maggiore frazione del comune di Scafati, in provincia di Salerno.

## Geografia fisica
Situata ad est nel comune di Scafati, ricalca principalmente i confini dell'omonima parrocchia incardinata nell'8°decanato della 3 zona pastorale della Diocesi di Nola.
Situata nell'area dell'agro nocerino sarnese, dista circa 35 km da Napoli, circa 30 km da Salerno e circa 30 km da Nola. Collegata con l'autostrada A3 Napoli-Salerno, con la Strada statale 268 del Vesuvio e con la Strada statale 18 Tirrena Inferiore.
- Lambita dal fiume Sarno.
- È servita dalla linea Napoli-Pompei-Poggiomarino della rete ferroviaria locale Circumvesuviana con la fermata San Pietro.

## Storia
Nell'alto Medioevo la zona dove è sito il villaggio di San Pietro si presentava paludosa e malsana; il fiume Sarno, detto il "Dragone" per la sua forma sinuosa, proveniente dal monte "Saro", composto da diversi affluenti quali "Rio Palazzo", la sorgente di Santa Marina e quella di "Foce", attraversava tutta la valle.
La zona improvvisamente ebbe un aumento demografico, almeno così ci perviene dal Codice Longobardo, infatti in quel periodo erano i Longobardi a dominare questa terra. Questi ultimi rifiutando il lavoro ''vile'' della terra ed esaltando invece quello delle armi e della guerra, costrinsero feudatari ed ecclesiastici del luogo a stipulare dei contratti con gli abitanti della zona che vivevano prevalentemente di agricoltura. I contadini versavano annualmente al signore del luogo un canone (si parla di enfiteusi), in via piuttosto simbolica, inoltre perviene traccia ai nostri giorni persino di un contratto denominato "AD PASTINANDUM" con il quale il proprietario terriero prestava piante, alberi o sementi da piantare; i frutti del raccolto poi venivano divisi tra i due, un'usanza ancora presente in queste zone. In questo contratto era essenziale che l'area assegnata al colono fosse fertile, per aree invece di tipo paludoso c'erano altri tipi di contratti ad esempio "AD MELIORANDUM", la caratteristica principale era che questo contratto durava fino a quando l'area assegnata al colono non diveniva fertile, da paludosa che era.
L'arrivo della legge, come ci insegna la storia, crea classi sociali, nello specifico venivano considerati uomini "liberi", coloro che avevano la facoltà di stipulare contratti e godevano di diritti come possedere, lavorare o migliorare il terreno. Grazie all'opera di questi coloni e delle leggi longobarde, a partire dal IX secolo l'agricoltura divenne florida. Secondo alcuni studiosi è proprio a questo fermento che si deve la nascita della chiesa di San Pietro Apostolo ad Erceca presente dal X-XI secolo. La chiesa di San Pietro Apostolo ad Erceca era governate dai monaci benedettini di Cassino (era infatti presente anche un convento), ed in quel periodo dipendeva dall'abbazia di Sant'Angelo in Formis; intorno alla chiesa pian piano si formò un piccolo centro urbano che verrà poi chiamato il Casale di San Pietro.
Attualmente nello stesso luogo sorge la chiesa di San Pietro Apostolo, appartenente alla diocesi di Nola.
Insomma nel 1200 la vallata di San Pietro offriva un habitat perfetto per lo stile di vita del periodo, il tutto immerso nella Silva mala. Con quest'ultimo termine ci si riferiva al fitto bosco che circondava queste zone, l'appellativo pare sia dovuto a Federico II di Svevia, il quale separò questa zona da Ottaviano e la adibì a zona di caccia reale (l'animale maggiormente cacciato era il falcone). La "Silva mala" (sorvegliata dai Bauli, guardie speciali del re) era piuttosto estesa tant'è che vi sono ancora comuni che riportano il suo nome come Boscoreale o Boscotrecase.
Il Casale di San Pietro era completamente autonomo fino a quando il re Carlo I d'Angiò decise di donare quest'ultimo all'abbazia di Santa Maria di Realvalle da lui fondata. Il Casale però apparteneva all'abate di Cassino, pertanto Carlo I d'Angiò, come si legge dal decreto dato in Logopesole il 3 agosto dell'anno 1274 propose una permuta ("si Abbas Cassinensis voluerit eam permutare loca curie que vocantur Hecla et Campanara").
Nel XVI secolo le terre di San Pietro furono acquistate dal duca di Nocera Alfonso dei Carafa.
Il comune di San Pietro nel 1810 venne accorpato al comune di Scafati di cui ancora oggi fa parte.

## Società

### Evoluzione demografica
Con circa 15 000 abitanti S.Pietro è la frazione più popolosa della provincia di Salerno.

## Monumenti e luoghi d'interesse

### Architetture religiose
La frazione contiene una serie di luoghi di interesse religioso tra cui:
- Chiesa di San Pietro Apostolo, sede dell'omonima parrocchia.
- Abbazia Santa Maria di Realvalle, abbazia cistercense del XIII secolo.

### Architetture civili
- Cineteatro S.Pietro